# Pleurodonte desidens
Pleurodonte desidens fue una especie de molusco gasterópodo de la familia Camaenidae en el orden de los Stylommatophora.

## Distribución geográfica
Fue  endémica de Martinica.